# I. Mihály konstantinápolyi pátriárka
I. Mihály, vagy Mikhaél Kérullariosz, magyarosan Kerullariosz Mihály (ógörögül: Μιχαήλ Α΄ Κηρουλάριος, latinul: Michael I Cerularius, Caerularius), (1000 körül – 1059. január 21.) konstantinápolyi pátriárka 1043-tól 1058-ig.

## Élete
Előkelő bizánci családból származott, és világi pályafutásának egy összeesküvésben való részvétele vetett véget. Száműzték, és Mihály félve a súlyosabb megtorlástól szerzetes lett. Később, egy politikai fordulat után, 1043-ban őt nevezték ki Konstantinápoly pátriárkájává.
Mihály nem viseltetett rokonszenvvel a latin kereszténység iránt. Először a tranii püspökhöz intézett iratában támadta a római egyház több cikkelyét. IX. Leó pápa követe által szólította fel Mihályt, hogy vonja vissza nyilatkozatait. Mivel a pátriárka ezt vonakodott megtenni, a pápa őt egy megbízottja által 1054. július 16-án a Hagia Sophia-templom oltárára helyezett bulla értelmében eretneknekké nyilvánította. Ezzel a lépéssel viszont bekövetkezett a nagy egyházszakadás (skizma), amely évszázadokra meghatározta Európa kereszténységét. A kialakult helyzetért I. Izsák császár a pátriárkát tette felelőssé, és 1058-ban leváltotta tisztségéből, majd száműzte. Mihály a következő évben hunyt el.

## Művei
Mihály íróként is működött: több vitairata fennmaradt a római egyház ellen. A Szémeióma ("Jelentés") a skizma okait és történetét tárgyalja. A Panoplia kata tón Latinón ("Fegyvertár a latinok ellen") latin ellenes vitairatait és beszédeit tartalmazza (a címet egy modern kiadó adta a műnek). Mihály tekintélye oly nagy volt a későbbi időkben, hogy más művek is az ő neve alatt lettek kiadva.